# 張嵓
張嵓（14世紀—15世紀），字廷瞻、又字具瞻，浙江紹興府上虞縣人，明朝政治人物。

## 生平
張嵓是崑山教諭張九功之孫，永樂十二年舉人張居傑從弟，永樂二十一年（1423年）癸卯科浙江鄉試舉人，授宣城教諭，教導諸生總言及朝廷命官立教，亦著重孝悌，秩滿後得工部尚書楊榮和南直巡撫周忱推薦遷當塗知縣，周忱寫詩送贈：「疎影橫斜出泮池，一氊清冷最相宜，彈琴却傍青山去，百里春回在此時。」他在當塗時勤政愛民，政事文翰優秀，縣內一切都修建一新，讓吏民悅服，任滿後軍民都赴臺請求保留，未得允許，因此為他賦詩贈行。
後來張嵓任南京監察御史，景泰年間出為鎮江知府，他剛毅果斷有才幹，曾上奏舉報府內高樓被兵部占據，又請求遷地改造府學振興文風，因父母去世去任，服闋後調泉州知府，疏通市河、拆去僧舍充當社學，杖殺不法的豪強王大觀被查究，人民都稱他冤枉，得釋放後移任荊州知府，經過當塗時老人都前往謁拜，他在荊州時廉介而敢為，修繕學校、奬勵後進，天順八年（1464年）因遭湖廣巡撫王儉彈劾而致仕，死後入祀當塗名宦祠，著有《簡庵稿》。

## 引用
1. 1 2  光緒《上虞縣志校續·卷八·人物》：張嵓，字廷瞻，居傑從弟也，祖九功崑山教諭致仕，嵓登永樂癸卯鄉薦，宣德中任宣城教諭，正統三年巡撫周忱薦知當塗縣，題梅詩贈之，蒞任敏達勤廉、興學崇儒，縣治譙樓、橋梁、驛傳修建一新，政通人和，吏服士化，秩滿軍民師生保留不獲，為賦詩贈行。景泰中由御史出守鎮江，剛果有幹局，先是郡麗譙為戎司所據，昏曉失度，嵓奏隸有司，郡學隘陋不稱，奏請遷地經營，以憂去，後學成人文蔚興，民懷其德 萬厯志引《鎮江府志》，天順間由泉州再知荊州，仁明廉介，毅然有為苟利於民，雖叢怨不恤，修廣學校，士風丕振一如鎮江時 萬厯志引《湖廣通志》，嘗過當塗，戴白垂髫者擁道謁拜，以風疾乞歸，卒祀當塗名宦，有《簡庵稿》藏於家 見正統志、萬厯府縣志，兼當塗縣志、張氏譜。
2. ↑  光緒《宣城縣志·卷十二·名宦》：張嵓，字廷瞻，上虞人，宣德間舉人，為宣城教諭，每對諸生必言朝廷命官立教之意，開陳聖學，首重孝弟，秩滿楊文敏榮薦之，遷當塗令，擢南京御史。
3. ↑  乾隆《鎮江府志·卷三十四·名宦下》：張巖【嵓】，字具瞻，浙江上虞人，景泰中由御史出守，性剛果有幹局，先是郡麗譙為戎司所據，昏曉失度，巖【嵓】奏隸有司，郡學在城南隅隘陋不稱，奏請遷學報可，迺度地于日精山營建，方半以憂去，後學成人文蔚興，至今德之。
4. ↑  同治《泉州府志·卷三十·名宦二》：張巖【嵓】，上虞人，景泰間知泉州府，浚市河、通舟檝，毁僧尼廬舍為社學，郡豪王大觀不法，巖【嵓】諭使自新悉聽命，會石左伯行部至，再以屬巖【嵓】，大觀出不遜言，巖【嵓】杖殺之，其子詣闕訟巖【嵓】，朝廷命按之，人人言太守冤，得釋移守荊州。 《閩書》
5. ↑  光緒《荊州府志·卷三十八·職官志十 名宦》：張嵓，字廷瞻，天順中知荊州府，仁明廉介，毅然敢為，訟牒清簡，修學校、奬後進，士風聿興。 明統志參楚紀
6. ↑  《明憲宗純皇帝實錄·卷七》：（天順八年七月乙丑）巡撫湖廣左僉都御史王儉奏黜老疾罷輭貪暴官荊州府知府張嵓等八十二員。
7. ↑  乾隆《（安徽）太平府志·卷二十三·名宦志》：張嵓，字具瞻，浙江上虞舉人，授宣城諭，正統三年巡撫周忱薦知當塗，題梅詩贈之，云：「疎影橫斜出泮池，一氊清冷最相宜，彈琴却傍青山去，百里春回在此時。」蒞官勤廉敏達，政事文翰俱優，自縣治、學宇、譙樓、驛傳、橋梁、道路修建一新，省學工日，或應酧無暇，即抵暮必至，寒暑風雨不輟，數年政通人和，吏服士化，秩滿軍人士群赴諸臺保留不獲，擢監察御史，歷知鎮江、泉州、荊州三郡，當之荊過當塗，戴白垂髫者擁道謁拜，致仕卒，入祀名宦。
8. ↑  乾隆《當塗縣志·卷十六·名宦》：張嵓 字具瞻，浙江上虞舉人，授宣城諭，正統三年巡撫周忱薦知當塗，題梅詩贈之，云：「疎影橫斜出泮池，一氊清冷最相宜，彈琴却傍青山去，百里春回在此時。」蒞任敏達勤廉，政事文翰俱優，興學崇儒、縣治學宇、樵樓驛傳、橋梁道路修建一新，數年政通人和，吏服士化，秩滿軍民師生群赴諸臺保留不獲，各賦詩贈行，後擢監察御史陞知府，歷鎮江、泉州、荊州三郡，之荊過當塗，戴白垂髫者擁道謁拜，致仕卒，祀名宦。